# Linfonodi cervicali anteriori
I linfonodi cervicali anteriori costituiscono un gruppo di linfonodi della testa e del collo. Sono siti principalmente nella regione topografica del collo, tra i due fasci vascolonervosi e inferiormente rispetto all'osso ioide.
Secondo la Terminologia Anatomica è possibile categorizzare i linfonodi cervicali anteriori in base ai rapporti con la fascia cervicale superficiale :
1. Linfonodi cervicali anteriori superficiali, detti anche linfonodi giugulari anteriori;
2. Linfonodi cervicali anteriori profondi.

## Linfonodi cervicali anteriori superficiali/giugulari anteriori
Sono denominati in questo modo a causa dei loro rapporti con la vena giugulare anteriore. Sono piccoli e incostanti. Sono situati davanti ai muscoli sottoioidei e sternocleidomastoideo. Sono ricoperti dal muscolo platisma.

## Linfonodi cervicali anteriori profondi
Si distinguono, secondo la Terminologia Anatomica, in base ai rapporti con i visceri circostanti. In particolar modo distinguiamo:
1. Linfonodi infraioidei, che includono:
  - i linfonodi prelaringei (posizionati davanti alla laringe).
2. Linfonodi tiroidei (posizionati davanti alla ghiandola tiroide).
3. Linfonodi pretracheali (posizionati davanti alla trachea).
4. Linfonodi paratracheali (posizionati lateralmente alla trachea): sono una decina e formano
  - una catena ricorrente (posizionata nell'angolo diedro formato tra trachea ed esofago), che ha rapporti con i nervi ricorrenti; a sinistra la catena è anteriore rispetto al nervo; a destra la catena è posteriore rispetto al nervo.[4]
5. Linfonodi retrofaringei: posizionati dietro la faringe, intorno all'arteria carotide interna e il ganglio cervicale superiore dell'ortosimpatico.[2]